# Engelberto I, conte di Mark
Engelberto I di Mark in tedesco: Engelbert I. von der Mark (1225 circa – Bredevoort, 16 novembre 1277) fu conte di Mark, dal 1249 fino alla sua morte.

## Origine
Secondo la Chronica Comitum de Marka, Engelberto era il figlio terzogenito del conte di Altena, poi conte di Mark, Adolfo I e della moglie, Ermengarda di Gheldria, che, come ci conferma la Chronica Comitum de Marka, era sorella del  conte di Gheldria, Gerardo III, quindi figlia del conte di Gheldria, Ottone I e di Riccarda, figlia del conte di Jülich (graven docter van Gullick toe wiue, Richgerda), Ottone I di Baviera (Otto dictus de Schiren), come ci viene confermato dalla Genealogia Ottonis II Ducis Bavariæ et Agnetis Ducissæ, che divenne duca di Baviera e generò cinque figlie, di cui una sposò Ottone I di Gheldria (Otto comes de Gelre) e di Agnese di Looz.

Secondo la Chronica Comitum de Marka, Adolfo I, conte di Mark, era il figlio primogenito del conte della contea di Altena, Federico I e della moglie,  Alveradis di Krieckenbeck, citata dal figlio, Adolfo nel documento nº 72 del Westfälisches Urkundenburch Band III (mater mea Alveradis);  secondo le Europäische Stammtafeln XVIII, 3 (non consultate), era figlia di Raniero di Krieckenbeck.

## Biografia
Engelberto, assieme al fratello maggiore, Ottone e l'altro fratello Gerardo (filiis nostris Ottone, Engelberto nec non Gerardo), viene citato nel documento nº 635 del Oorkondenboek der Graafschappen Gelre en Zutfen inerente ad una vendita fatta dal padre Adolfo (Adolphus comes de Marcha) in favore della vedova e della figlia del fratello primogenito, Eberardo (Mechtildem et filiam eius relictam pie memorie domini Everardi quondam...filii nostri), morto, secondo la Chronica Comitum de Marka, in un torneo a Neus.
In quello stesso anno, 1243, secondo il documento n° CLX della Histoire du Limbourg, vol VI: Codex diplomaticus Valkenburgensis., su padre, Adolfo I, mise fine alla guerra e fece la pace col cugino, Teodorico, conte di Limburgo e conte di Isemberg, che abbandonò la contea di Altena.
Suo padre, Adolfo I, morì nel 1249; secondo la Chronica Comitum de Marka, Adolfo (comes de Marka Adulphus) morì alla vigilia della festa dei ss. Pietro e Paolo (in vigilia sanctorum Petri et Pauli) e gli succedette Engelberto (Engelbertus comes, eius filius).
Secondo la Chronica Comitum de Marka, al fratello maggiore Ottone, che fino ad allora era stato canonico della cattedrale di Liegi e che, alla morte del padre era ritornato allo stato laicale, dovette cedere parte dell'eredità paterna con i castelli di Altena e Blankenstein, come ci conferma anche Allgemeine Deutsche Biographie.

Nel documento nº 369 del Urkundenbuch für die Geschichte des Niederrheins, Volume 2, datato 1251, Ottone viene citato come conte di Altena (fratrem nostrum Ottonem comitem de Althena).

Nel documento nº 831 del  Westfälisches Urkundenburch Band VII, datato 1254, oltre Ottone viene citato anche il fratello ultimogenito, Gerardo che aveva conservato lo stato clericale (fratrum nostrorum comitis de Altena Ottonis et Gerhardi prepositi sancte marie in Traiecto Superiori).

Nel documento nº 508 del Urkundenbuch für die Geschichte des Niederrheins, Volume 2, datato 1261, Ottone viene citato per l'ultima volta (Otto de Altena et Engilbertus de Marcha, fratres comites).
Suo fratello, Ottone, morì nel 1262 senza eredi, il pericolo di frammentazione per la contea fu felicemente scongiurato e l'intera proprietà fu riunita nelle mani di Engelberto.
In quello stesso periodo, dopo essere rimasto vedovo, ancora secondo la Chronica Comitum de Marka, a Engelberto fu proposta l'elezione a vescovo di Osnabrück (sede Osnaburgensis ecclesie vacante, in episcopum).
Ancora secondo la Chronica Comitum de Marka, verso il 1263 Engelberto si scontrò con l'arcivescovo di Colonia, Engelberto di Valkenburg. Dopo molteplici scaramucce e devastazione dei reciproci territori, la pace fu conclusa nel 1265 e il conte Engelberto sposò la nipote dell'arcivescovo, con il quale rimase da allora in buoni rapporti.
In quello stesso anno, (1265), Engelberto fece una vendita al conte di Berg, Adolfo V (Adolphi comitis de Monte), col consenso di tutti i figli di primo letto (nostrorum heredum Everhardi nostri filii, Sophie, Agnetis et Richardis), come da documento nº 1201 del Westfälisches Urkundenburch Band VII, datato 1265.
Nel 1270, Engelberto fece una donazione al monastero di Cappenberg, col consenso della seconda moglie e dei due figli maschi (domine Elizabet comitisse uxoris nostre et filiorum nostrorum Everhardi et Gerhardi), come da documento nº 1377 del Westfälisches Urkundenburch Band VII.
Dopo la morte dell'arcivescovo di Colonia, Engelberto di Valkenburg, vi furono nuovamente conflitti con il nuovo arcivescovo, Siegfried von Westerburg, che cercava di espandere la sua influenza sul Reno e in Vestfalia. Nel 1277 diversi notabili conclusero un'alleanza. Anche Engelberto ed il figlio Eberardo (Engelbertus de Marka, Godefridus [error for Eberhardus] filius eius) furono tra coloro che dichiararono guerra all'arcivescovo di Colonia, Siegfried von Westerburg, come da documento n° CXXXIII del Akademische Beiträge zur Gülch- und Bergischen Geschichte, Volume III.

Ancora secondo la Chronica Comitum de Marka, il giorno di Ognissanti dello stesso anno, mentre Engelberto era in viaggio nella contea di Tecklenburg, che era sotto la sua tutela, Ermanno di Looz gli tese un'imboscata e lo fece prigioniero dopo averlo ferito, e lo condusse al castello di Bredenvort, dove morì il 16 novembre, più per l'incapacità di sopportare il fatto di essere stato catturato da dei banditi che per le ferite.

A Engelberto, nella Contea di Mark succedette il figlio Eberardo.
Il cadavere di Engelberto, nel 1278, fu consegnato al figlio, il conte Eberardo I, che aveva assediato il castello di Bredenvort, fu tumulato nel monastero di Cappenberg, e Eberardo portò a termine l'assedio e distrusse il castello.

## Matrimoni e discendenza
Engelberto, in prime nozze, prima del 1250, aveva sposato Cunegonda, di cui non si conoscono gli ascendenti (forse discendente dal Conte di Blieskastel), Enrico e di Agnese di Sayn; il matrimonio viene confermato dal documento nº 369 del Urkundenbuch für die Geschichte des Niederrheins, Volume 2, datato 1251, (uxore nostra Kunegundi) e dal documento nº 178.8 del Codex diplomaticus Rheno-Mosellanus, Volume 2, datato 1258, (Engelbertus comes de Marcha cum uxore nostra Cunegundi).

Engelberto da Cunegonda ebbe quattro figli:
- Eberardo[19] ( † 1308), conte di Mark[23];
- Sofia[19] ( † 1302), che aveva sposato il conte Ludovico II di Ziegenhain[23];
- Agnese[19] ( † 1277), che aveva sposato Enrico di Berg, signore di Windeck[23];
- Riccarda[19] ( † dopo il 1277), che aveva sposato il conte Ottone VI di Tecklenburg[23].

Engelberto, in seconde nozze, come ci conferma la Chronica Comitum de Marka, aveva sposato Elisabetta di Valkenburg, nipote dell'arcivescovo di Colonia, Engelberto di Valkenburg, figlia del conte Teodorico di Valkenburg e della moglie, Berta di Limburgo; Elisabetta viene citata nel documento nº 1377 del Westfälisches Urkundenburch Band VII (domine Elizabet comitisse uxoris nostre).

Engelberto da Elisabetta ebbe tre figli: 
- Gerardo[20] (1266 - † 1344), signore di Rodinchem;
- Matilde ( † dopo il 1319), che aveva sposato il conte Fiorenzo di Berthout[29];
- Adelaide ( † prima del 1308), che aveva sposato Ottone, conte di Kleve[30].

## Ascendenza
|                           |                      |                           | Genitori                         |  |  | Nonni |  |  | Bisnonni           |  |  | Trisnonni         |  |
|                           |                      |                           |                                  |  |  |       |  |  | Eberardo I di Berg |  |  | Adolfo II di Berg |  |
|                           |                      |                           |                                  |  |  |       |  |  | Eberardo I di Berg |  |  | Adolfo II di Berg |  |
|                           |                      | Irmgarda di Schwarzenburg |                                  |  |  |       |  |  | Eberardo I di Berg |  |  |                   |  |
| Federico I di Altena      |                      |                           |                                  |  |  |       |  |  | Eberardo I di Berg |  |  |                   |  |
|                           |                      | Adelaide di Amsberg       | Goffredo di Amsberg              |  |  |       |  |  |                    |  |  |                   |  |
|                           |                      | Adelaide di Amsberg       | Goffredo di Amsberg              |  |  |       |  |  |                    |  |  |                   |  |
|                           |                      | Adelaide di Amsberg       | Ida di Amsberg                   |  |  |       |  |  |                    |  |  |                   |  |
| Adolfo I, conte di Mark   |                      | Adelaide di Amsberg       |                                  |  |  |       |  |  |                    |  |  |                   |  |
|                           |                      | Raniero di Krieckenbeck   | …                                |  |  |       |  |  |                    |  |  |                   |  |
|                           |                      | Raniero di Krieckenbeck   | …                                |  |  |       |  |  |                    |  |  |                   |  |
|                           |                      | Raniero di Krieckenbeck   | …                                |  |  |       |  |  |                    |  |  |                   |  |
| Alveradis di Krieckenbeck |                      | Raniero di Krieckenbeck   |                                  |  |  |       |  |  |                    |  |  |                   |  |
|                           |                      | …                         | …                                |  |  |       |  |  |                    |  |  |                   |  |
|                           |                      | …                         | …                                |  |  |       |  |  |                    |  |  |                   |  |
|                           |                      | …                         | …                                |  |  |       |  |  |                    |  |  |                   |  |
| Engelberto I di Mark      |                      | …                         |                                  |  |  |       |  |  |                    |  |  |                   |  |
|                           | Enrico I di Gheldria | Gerardo II di Gheldria    |                                  |  |  |       |  |  |                    |  |  |                   |  |
|                           | Enrico I di Gheldria | Gerardo II di Gheldria    |                                  |  |  |       |  |  |                    |  |  |                   |  |
|                           | Enrico I di Gheldria | Ermengarda di Zutphen     |                                  |  |  |       |  |  |                    |  |  |                   |  |
| Ottone I di Gheldria      | Enrico I di Gheldria |                           |                                  |  |  |       |  |  |                    |  |  |                   |  |
|                           |                      | Agnese d'Arnstein         | …                                |  |  |       |  |  |                    |  |  |                   |  |
|                           |                      | Agnese d'Arnstein         | …                                |  |  |       |  |  |                    |  |  |                   |  |
|                           |                      | Agnese d'Arnstein         | …                                |  |  |       |  |  |                    |  |  |                   |  |
| Ermengarda di Gheldria    |                      | Agnese d'Arnstein         |                                  |  |  |       |  |  |                    |  |  |                   |  |
|                           |                      | Ottone I di Baviera       | Ottone IV di Wittelsbach         |  |  |       |  |  |                    |  |  |                   |  |
|                           |                      | Ottone I di Baviera       | Ottone IV di Wittelsbach         |  |  |       |  |  |                    |  |  |                   |  |
|                           |                      | Ottone I di Baviera       | Heilika di Pettendorf-Lengenfeld |  |  |       |  |  |                    |  |  |                   |  |
| Riccarda di Baviera       |                      | Ottone I di Baviera       |                                  |  |  |       |  |  |                    |  |  |                   |  |
|                           |                      | Agnese di Loon            | …                                |  |  |       |  |  |                    |  |  |                   |  |
|                           |                      | Agnese di Loon            | …                                |  |  |       |  |  |                    |  |  |                   |  |
|                           |                      | Agnese di Loon            | …                                |  |  |       |  |  |                    |  |  |                   |  |
|                           |                      | Agnese di Loon            |                                  |  |  |       |  |  |                    |  |  |                   |  |

### Fonti primarie
- (LA)  Urkundenbuch für die Geschichte des Niederrheins, Volume 2.
- (LA)  Monumenta Germaniae Historica, tomus XVII.
- (LA)  Codex diplomaticus Rheno-Mosellanus, Volume 2.
- (LA)  Die Urkunden des Bisthums Münster von 1201-1300, band III.
- (LA)  Westfälisches Urkunden-Buch, band VII.
- (LA)  Monumenta Germaniae Historica, Scriptores rerum Germanicarum, Nova series, tomus VI.
- (LA)  Akademische Beiträge zur Gülch- und Bergischen Geschichte, band III.
- (LA)  Oorkondenboek der Graafschappen Gelre en Zutfen.
- (LA)  Wernheri Teschenmacheri, Annales Cliviæ

### Letteratura storiografica
- (DE)  Engelbert I. (Graf von der Mark), da Allgemeine Deutsche Biographie
- (LA)  Histoire du Limbourg, vol VI: Codex diplomaticus Valkenburgensis.
- (LA)  (DE)  Levold's von Northof Chronik der Grafen von der Mark und der Erzbischöfe.
- (NL)  Kronijk van Arent toe Bocop.